# Kapitalmarktanomalie
Kapitalmarktanomalien oder auch Kursanomalien genannt, bezeichnen einen Zustand, bei dem die Beobachtungen am Kapitalmarkt nicht mit den bisherigen Kapitalmarkttheorien übereinstimmen. Das Standardmodell ist dabei das CAPM. Allerdings gibt es auch alternative Asset-Pricing-Modelle, wie das Fama-French-Dreifaktorenmodell. Da eine Anomalie immer nur in Bezug auf ein spezifisches Risiko-Modell expliziert werden kann, bevorzugen Ökonomen daher auch den neutralen Begriff des Rendite-Prädiktors. So muss kein Benchmark-Modell definiert werden.
Ab dem Ende der 70er Jahre wurden Untersuchungen unternommen, um die auftretenden Abweichungen von bestehenden Modellen zu belegen und aufzuzeichnen. Die vier hauptsächlichen Erklärungsansätze für die Existenz von Rendite-Prädiktoren bzw. Anomalien sind: (1) Fehlbewertung, (2) nicht gemessenes Risiko, (3) Grenzen der Arbitrage und (4) Stichprobenverzerrung. Innerhalb der Forschung besteht kein Konsens hinsichtlich der korrekten Erklärung von Rendite-Prädiktoren. Allerdings werden besonders die Erklärungsansätze der Stichprobenverzerrung, Fehlbewertungen und risikobasierten Theorien von prominenten Autoren vertreten.
Die vorhergesagten Renditen sinken oftmals nach ihrer Publikation oder verschwinden völlig, was eine Arbitrage durch Marktteilnehmer nahelegt. Ferner betrachten die Studien in der Regel keine Transaktionskosten. Das heißt, dass Anomalien oftmals nicht gewinnbringend ausgebeutet werden können, wenn man Transaktionskosten beachtet. Allerdings gibt es auch Strategien, die spezifische Rendite-Prädiktoren unter Beachtung der Transaktionskosten erfolgreich ausbeuten. Damit sind langfristige Renditen oberhalb der Marktrendite (Beta) möglich. Dazu zählen etwa die Value-Strategie oder allgemeiner das Factor-Investing oder Smart-Beta Investing.
Die Existenz von Anomalien widerlegt nicht per se die Markteffizienzhypothese. Dazu müsste gezeigt werden, dass die Anomalie jenseits des vorher zu spezifizierenden Asset-Pricing-Modells existiert. Dahinter verbirgt sich das Verbundhypothesen-Problem.

## Arten von Kapitalmarktanomalien

### Kalenderanomalien
Kalenderanomalien, die auch als Saisonalitäten bezeichnet werden, behandeln die Tatsache, dass zu bestimmten Kalendertagen oder auch gesamten Monaten, Wertpapiere deutlich höhere Renditen erzielen. Man spricht insbesondere von dem Januar-Effekt, Wochenend- oder Montagseffekt, Feiertagseffekt und Firmenvernachlässigungseffekt. Allerdings bieten diese Anomalien Gelegenheit für Arbitrage-Geschäfte.

#### Januar-Effekt
Dieser Effekt tritt oft in den ersten Januarwochen eines neuen Jahres auf und beschreibt den Verlauf der Aktienmärkte. In dieser Zeit werden überdurchschnittliche Renditen erzielt, da sich viele Investoren dazu entschlossen haben, vor Ende des vorangegangenen Jahres ihre Wertpapiere, Aktien oder ähnliches zu verkaufen, um steuerliche Verluste zu vermeiden. Viele von ihnen entscheiden sich dann im neuen Jahr ihr Kapital neu zu investieren, da sie von steigenden Aktienkursen ausgehen. Andere Faktoren, die ebenfalls höhere Investitionen im neuen Jahr begünstigen können, sind die Absicherungen der Performance von Fondsmanagern oder die Umschichtung von Portfolios in größeren Unternehmen. Festgestellt wurde dieses Phänomen durch Messungen der Renditen in den ersten Januartagen und an den restlichen Tagen des Jahres. Danach wurden die Durchschnitte der Kalenderwochen gebildet und miteinander verglichen. Allerdings verschwand der Januar-Effekt kurz nach seiner Veröffentlichung, was eine Arbitrage durch Marktteilnehmer nahelegt.

#### Wochenend-Effekt
Empirische, statistische Ausarbeitungen über einen jahrzehntelangen Zeitraum weisen auf, dass unter der Woche besonders an Montagen die Renditen gegenüber anderen Wochentagen differenzieren. Sie sind meist negativ, während sie für den Rest der Woche im allgemeinen Durchschnitt positiv sind. Ein Grund dafür kann sein, dass meist nach Börsenschluss am Freitag und am Wochenende, negative Meldungen von Unternehmen veröffentlicht werden, damit Aktionäre oder mögliche Interessenten Zeit haben, sich auf die Nachrichten einzustellen und ihre nächsten Handlungen wohl zu überlegen. Das soll einen vermeintlich besseren, nicht zu schlechten Kursverlauf erzielen, was aber nur bedingt in der Praxis passiert. Sobald die Börsen an dem darauffolgenden Montag öffnen, reagieren die Börsianer und somit die Börsenkurse negativ auf die Meldungen. Die Reaktionen fallen aber meist schwächer aus, im Vergleich zu einer Bekanntgabe an einem normalen Handelstag, wo ein sofortiger Verkauf möglich gewesen wäre.

#### Feiertags-Effekt
Handelstage, die entweder vor oder nach Feiertagen liegen, weisen ebenfalls deutlich höhere Renditen auf, als herkömmliche Tage. Eine mögliche Ursache dafür wäre, dass besonders short-seller ihre riskanten Papiere vor den Feiertagen loswerden beziehungsweise schließen wollen, um keinem Marktrisiko ausgesetzt zu sein. Short-Seller sind Marktteilnehmer, die durch Leerverkäufe von Wertpapieren auf deren fallende Kurse setzen, damit sie diese Positionen später günstig wieder einkaufen können. Dadurch generieren sie ihre Gewinne. Über eine längere Handelspause auf gewissen Märkten besteht aber keine Chance, schnell auf auftretende Risiken zu reagieren. Daher müssen solche Aktionen meist vorher abgeschlossen werden.

### Kennzahlenanomalien
Kennzahlenanomalien konzentrieren und beziehen sich besonders auf die Widerlegung der Theorien des CAPM, was bei den Beobachtungen der einzelnen Kapitalmärkte offensichtlich wird. Weiterhin konzentrieren sich diese Anomalien auf die Unternehmensgröße und den Value-Effekt.

#### Value-Effekt
Durch diesen Effekt wird vor allem das Value Investing in den Vordergrund gestellt und als besonders herausragende Investmentstrategie ausgewiesen. Mehrere Kriterien wie das Kurs-Gewinn-Verhältnis, das Kurs-Umsatz-Verhältnis und auch die Dividendenrendite spielen hier eine Rolle. Begründet wird der Effekt durch die Annahme, dass Investoren den Verlauf der Wachstumsunternehmen deutlich überschätzen und die der werthaltigen Unternehmen unterschätzen. Besonders das Kurs-Gewinn-Verhältnis (KGV) ist interessant. Es ist bewiesen, dass Unternehmen mit einem geringeren Verhältnis eine deutlich höhere Rendite erzielen, als solche mit einem sehr hohen KGV. In der Praxis ist es oft so, dass die hohen Wachstumserwartungen nicht eingehalten werden können, was unmittelbar zu einem Einbruch der Kurse führt. Besonders für Unternehmen mit einer sehr hohen Marktkapitalisierung sind diese Faktoren interessant, da sie noch stärker in den Markt eingebunden sind, als jene, die nur eine geringe Marktkapitalisierung vorweisen.

#### Größen-Effekt
Eine weitere empirische Ausarbeitung von Fama und French hat erbracht, dass kleine Unternehmen oft eine höhere Rendite erwirtschaften als größere Konzerne beziehungsweise Unternehmen. Dieser Effekt tritt aber nicht linear mit der Größe einer betrachteten Firma auf, sondern meist nur bei kleineren Firmen. Daher kann man auch von einem „small-firm“ Effekt sprechen. Nachdem intensive Auseinandersetzungen mit diesem Phänomen folgten, wurde schnell erkannt, dass kein wirklicher stromlinienförmiger Zusammenhang zwischen der Rendite und der Unternehmensgröße festzustellen ist. Unterschiede in der Spannweite der Rendite von plus oder minus 35 Prozent waren das Ergebnis, bis hin zu Resultaten die aufzeigten, das kleine Unternehmen besonders kleine Renditen erzielten. Daher ist davon auszugehen, dass sich Investoren eher nicht auf diese Anomalie verlassen sollten.

#### Distress-Effekt
Unternehmen werden international anhand eines Ratings bewertet und in ihrer möglichen Insolvenzwahrscheinlichkeit eingeschätzt. Allgemein bekannt sind die Rating Agenturen Standard & Poor’s oder Moody’s. Die Ratings sind anerkannt, aber werden sehr oft bei Unternehmensbewertungen vernachlässigt und teilweise nicht oder zu ungenügend betrachtet. In den letzten Jahren wurde zunehmend beobachtet, wie ebendiese vermeintlich unbeachteten Einschätzungen sehr oft in der Realität auftraten und Unternehmen in die Insolvenz gingen. Dieser Effekt wird als Distress-Anomalie bezeichnet. Weiterführend dazu wurde festgestellt, dass Unternehmen mit einem schlechten Rating meist überbewertet sind und niedrigere Renditen erwirtschafteten.

### Effizienzanomalien
Diese Art von Anomalien wird besonders durch die Neigung der Investoren hervorgerufen. Durch fehlerhafte oder gar keiner Einschätzung von aktuellen Informationen, fragwürdiger Bewertung von Unternehmen und daraus resultierender falscher Preiseinschätzungen, kommt es zu Preisverzerrungen an den Märkten. Vertreter dieser Anomalie sind zum einen der Intraday-Effekt und zum anderen der Winner-Loser-Effekt.

#### Intraday-Effekt
Als Ausgangspunkt dieser Studien wurde festgelegt, dass die aktuellen Aktienkurse alle erdenklichen Informationen hinsichtlich der Unternehmen oder politischen Situationen widerspiegeln. Untersucht wurde, wie neu auftretende, bisher unbekannte Informationen an einem Handelstag die Renditenhöhen beeinflussen. Deutliche Schwankungen für die Tatsachen, ob die Neuigkeiten vor oder nach anstehenden Transaktionen veröffentlicht wurden, waren das Ergebnis. Dieses Phänomen wird Intraday-Effekt genannt. Wie groß diese Unterschiede sind, hängt deutlich von der Art der Information ab. Können die gestellten Ziele nicht erreicht werden, besteht die Chance zu einer Übernahme, bekam man den Zuschlag für Großaufträge oder gab es Skandale innerhalb des Konzerns. Je nach Fall, gibt es unterschiedliche Preisreaktionen und somit steigende oder sinkende Renditen.

#### Winner-Loser-Effekt
Mit der Annahme, dass Marktteilnehmer oft relevante Hintergrundinformationen ausblenden oder falsch interpretieren, folgten weitere Studien mit bemerkenswerten Ergebnissen. So wurde ebenfalls erkannt, dass Unternehmen, die in einem 3-Jahres-Trend die geringsten Renditen aufwiesen, in den darauffolgenden fünf Jahren bis zu 30 Prozent über der allgemeinen Marktrendite lagen. Gegensätzlich dazu wurde deutlich, dass Unternehmen, die in den ersten drei Jahren die höchsten Renditen hatten, in den nächsten Jahren mit bis zu zehn Prozent unter dem Marktniveau lagen. Daher rücken für viele Investoren die Unternehmen in den Fokus, sogenannte Loser, die in den letzten Jahren trotz guter Gewinne eher unterbewertet wurden. Winner, also Unternehmen deren Gewinnsituation überbewertet wurde, verlieren das Interesse der potentiellen Investoren. Sie gehen davon aus, dass die zu erwartenden Kurskorrekturen die Preise des Wertpapiers senken und somit die Investorengewinne dahinschwinden.

#### Momentum-Effekt
Im Gegensatz zum Winner-Loser-Effekt, stehen bei der Betrachtung des Momentum Effektes die kurzfristigen Trends im Fokus. Basierend auf der Grundlage vom jeweiligen Kursverlauf des letzten Jahres (kurz- bis mittelfristige Performance), werden Prognosen für die Zukunft entwickelt. Dabei liegt die Konzentration auf die möglichen Verläufe der Aktien in den nächsten 3–12 Monaten. Beobachtet wurde, dass sich vor allem Aktien, die sich durch hohe Renditen im letzten halben Jahr ausgezeichnet haben, in den darauffolgenden Monaten ähnlich verhalten und ebenfalls weiter höhere Renditen erzielen.

### Sonstige Anomalien
Auch die menschliche Psyche spielt bei finanziellen Transaktionen eine Rolle. Einflüsse aus der Natur und dem sozialen Umfeld können die menschliche Wahrnehmung verändern oder belasten und zu Fehleinschätzungen führen. Die Vermutung, dass z. B. Mondphasen Einfluss auf Aktienkurse haben, konnte bisher allerdings nicht belegt werden.